# John Kemp Starley

Erstes Rover-Bike

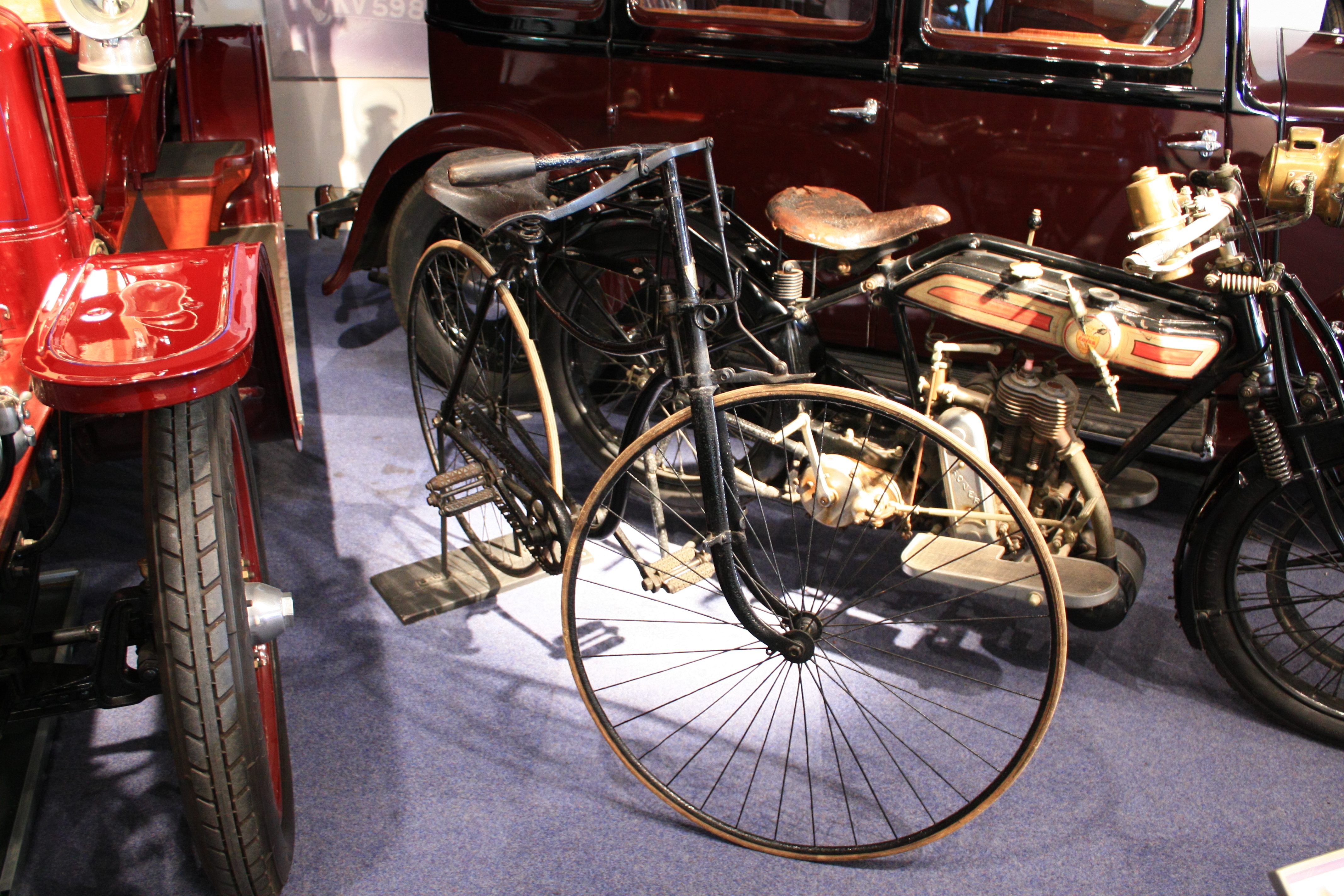
Rover III Safety Bicycle von 1888

John Kemp Starley (* 1854 in Walthamstow; † 1901) war ein sehr innovativer englischer Konstrukteur und Produzent von Fahrrädern. 

## Familie und Firmen
Er war der Neffe von James Starley, früherer Fabrikant des Kangaroo-Fahrrads (ein in der Höhe gemäßigtes Hochrad aus England mit Tretkraft übersetzendem Kettenantrieb am Vorderrad). John Kemp Starley, der zuvor in der Fabrik seines Onkels arbeitete, gründete 1881 mit einem Gesellschafter das Unternehmen J.K. Starley & Sutton Co in Coventry, in welchem Hochräder produziert wurden. Seit 1896 firmierte das Unternehmen als Rover Cycle Company und war zuletzt als MG Rover Group bekannt. Er hatte jedoch Schwierigkeiten, ins Geschäft zu kommen, da die etablierte Konkurrenz recht groß war. So begann er, ein neues Velo mit entscheidenden Verbesserungen zu entwickeln. Zuerst wollte er die Rahmengeometrie ändern. Danach sollte die Muskelkraft besser genutzt werden und als drittes sollte das Velo sicherer sein. Zunächst verdiente er sein Geld mit dem Bau von Dreirädern.

## Rover Safety Bicycle
Im Geheimen entwickelte er ein Zweirad, das gleichzeitig schneller und sicherer als Hochräder sein sollte. Es heißt, er habe die ersten Versuchsmodelle zusammen mit seinem Partner in dessen Kutsche hinaus aufs Land gebracht, um sie dort unbeobachtet testen zu können.
Er stellte sein Velo 1884 an der Stanley Veloshow in London dem Publikum vor. Der große Durchbruch blieb bei diesem „Rover Safety Bicycle“ genannten ersten Velo allerdings aus. Die Presse tat es als Käfer oder Kriecher ab. Manche urteilten tröstend, es sei gut für ältere und ängstliche Fahrer. Starley wurde klar, dass er für eine ähnliche Sensation wie sein Onkel mit dem Kangaroo sorgen musste, bei dem nach dem Sieg bei einem Rennen die Verkäufe schlagartig in die Höhe gesprungen waren. Das bestehende Verbot von Rennen dieser Art schien ihn nicht davon abzuhalten, ein solches zu organisieren. Er engagierte denselben Erfolgsfahrer George Smith, der schon das Kangaroo gefahren hatte, und kündigte in den Radsportjournalen für den letzten Samstag im September ein Rennen von London nach Brighton und zurück über Shoreham an. Als Preis für die drei ersten setzte er eine teure goldene Armbanduhr, ein Rover-Rad und eine silberne Armbanduhr aus. Der Startort war das Anderton’s Hotel in der Fleet Street in London. Die Polizei stand am Tag des Rennens schon mit einem Großaufgebot bereit, aber Starley hatte sie ausgetrickst und insgeheim einen anderen Startort festgelegt. So konnten die Fahrer ohne Polizei das Rennen durchführen. Und George Smith, der Toprennfahrer, stellte sogleich einen neuen Weltrekord auf.

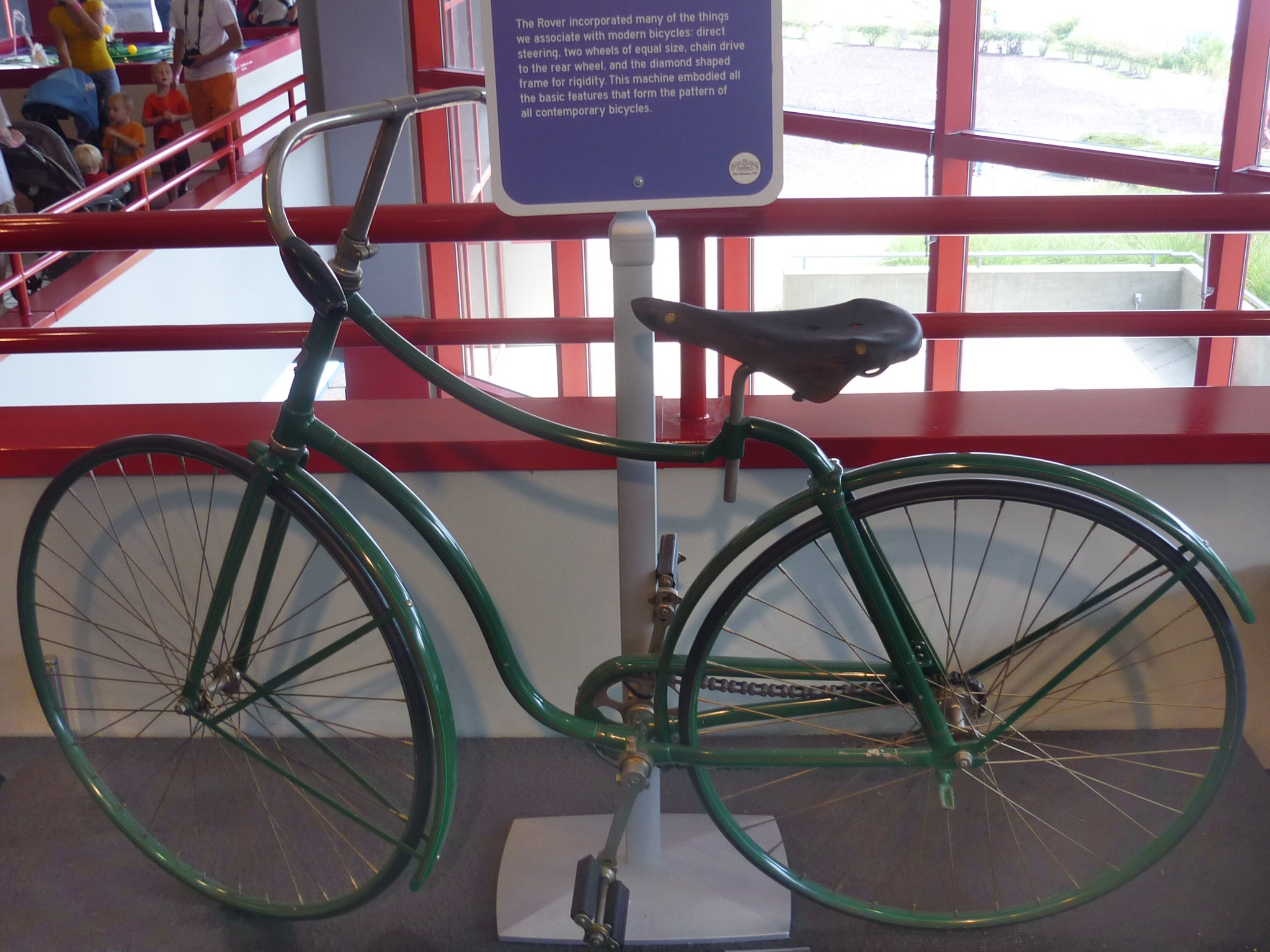
Rover von 1886. Es weist viele Konstruktionsmerkmale heute üblicher Fahrräder auf. Aber Vollgummibereifung, Aufstiegshilfe, offensichtliche Nutzungsmängel in Form von verbogenen Ausfallenden am Hinterrad, durchhängender Kette und Kurbelfehlstellung.

Von da an war klar, dass der neue Rover das ultimative Velo war. Starley und Sutton mussten quasi über Nacht die Kapazitäten ihrer Fertigungsanlagen vergrößern. Der Rover Typ II gilt noch heute als Prototyp des modernen Fahrrades. Wesentliche Veränderungen gab es an der Steuerung, die nun direkt an der Vorderachse war, und an der Bremse, die am Vorderrad angebracht wurde. Die Kunden waren begeistert, und innerhalb eines Jahres hatte der „Rover II“ einen Marktanteil von 90 % errungen. Doch die beiden Geschäftsmänner ruhten sich nicht auf ihren Lorbeeren aus. Sie entwickelten ihre Velos weiter, bis 1888 der „Rover-Typ III“ herauskam.
Es war also auch zu einem großen Teil dem Rennen zu verdanken, dass der Öffentlichkeit die Augen geöffnet wurden und das Niederrad das Hochrad verdrängen konnte.
Ein Stabilitäts-Nachteil der Rahmenkonstruktion war das fehlende Sattelrahmenrohr zur Verbindung von Sattel-, auf dem primär das Körpergewicht lastet, und Rahmentretlagerung.